# Dear Catastrophe Waitress
Dear Catastrophe Waitress ist das sechste Album der schottischen Band Belle & Sebastian. Es erschien 2003 beim Label Rough Trade.

## Tracklist
1. Step into My Office, Baby – 4:12
2. Dear Catastrophe Waitress – 2:22
3. If She Wants Me – 5:05
4. Piazza, New York Catcher – 3:03
5. Asleep on a Sunbeam – 3:22
6. I'm a Cuckoo – 5:26
7. You Don't Send Me – 3:08
8. Wrapped Up in Books – 3:34
9. Lord Anthony – 4:14
10. If You Find Yourself Caught in Love – 4:15
11. Roy Walker – 2:57
12. Stay Loose – 6:41

## Cover
Wie schon einige Alben zuvor ist das Cover in einem Farbstich gehalten. War beispielsweise The Boy with the Arab Strap in grün und If You’re Feeling Sinister in rot gehalten, so ist das Motiv bei Dear Catastrophe Waitress in einem gelb-orangefarbenen Ton. Dargestellt ist eine hektische Szene aus einem italienischen Restaurant.

## Rezeption
Nachdem die beiden Vorgänger; Fold Your Hands Child, You Walk Like a Peasant aus dem Jahre 2000 und der Soundtrack zum Film Storytelling von 2002 eher mittelmäßige Kritiken bekamen, konnte Dear Catastrophe Waitress wieder etwas an die hochgelobten ersten drei Alben (Tigermilk, If You’re Feeling Sinister & The Boy with the Arab Strap) anknüpfen. So erhält das Album bei Allmusic etwa viereinhalb von fünf Punkten. Insbesondere die Arbeit von Produzent Trevor Horn wird gelobt:

„he certainly helps Belle & Sebastian regain their focus and vision, turning Dear Catastrophe Waitress into one of the group's best albums.“

„er half Belle & Sebastian sicherlich dabei ihren Fokus und ihre Vision wiederzuerlangen, und verwandelte Dear Catastrophe Waitress in eines der besten Alben der Gruppe.“

Auch Pitchfork Media bewertet es mit 7.5 von 10 Punkten besser als die beiden Vorgängeralben. Das Album schaffte es zudem in diverse Jahresbestenlisten in Musikmagazinen; unter anderem gar auf Platz 2 im Musikexpress nur hinter Elephant von The White Stripes.

## Auszeichnungen
Das Album war für den Mercury Music Prize 2004 nominiert.